# Ван ’т Энд, Ноэл
Ноэл ван 'т Энд (нидерл. Noël van 't End, род. 15 июня 1991) — нидерландский дзюдоист, чемпион мира 2019 года, участник летних Олимпийских игр 2016 года.

## Биография
Родился в 1991 году в Хаутене. В 2013 году он впервые стал чемпионом Голландии в своем классе.
Участник летних Олимпийских игр 2016 года в Рио-де-Жанейро (уступил во 2-м круге).
В 2019 году победил на турнире Большого Шлема в Екатеринбурге.
На предолимпийском чемпионате мира 2019 года, который проходил в Токио, завоевал золотую медаль, переиграв в поединке за чемпионский титул соперника из Японии Сёитиро Мукай.